# Orbaizeta
Orbaizeta en basque ou Orbaiceta en espagnol est un village et une commune de la Communauté forale de Navarre dans le Nord de l'Espagne.
Il est entièrement situé dans la zone bascophone de la province où la langue basque est coofficielle avec le castillan.
Le secrétaire de mairie est aussi celui d'Orbara.[réf. nécessaire]

## Géographie
À la limite nord-ouest du territoire du municipio passe le Camino francés du Pèlerinage de Saint-Jacques-de-Compostelle. Le col de Lepoeder (1 429 mètres) qui est l’un des passages les plus élevés du chemin, se trouve à la limite entre les territoires de ce municipios et de celui de Luzaide (Valcarlos).

## Localités limitrophes
Luzaide, Roncevaux, et Auritz à l'ouest, Garralda, Aria, Orbara et Hiriberri-Villanueva de Aezkoa au sud, Ochagavía à l'est, Lecumberry, Estérençuby et Saint-Michel (toutes les trois en France) au nord.

## Histoire

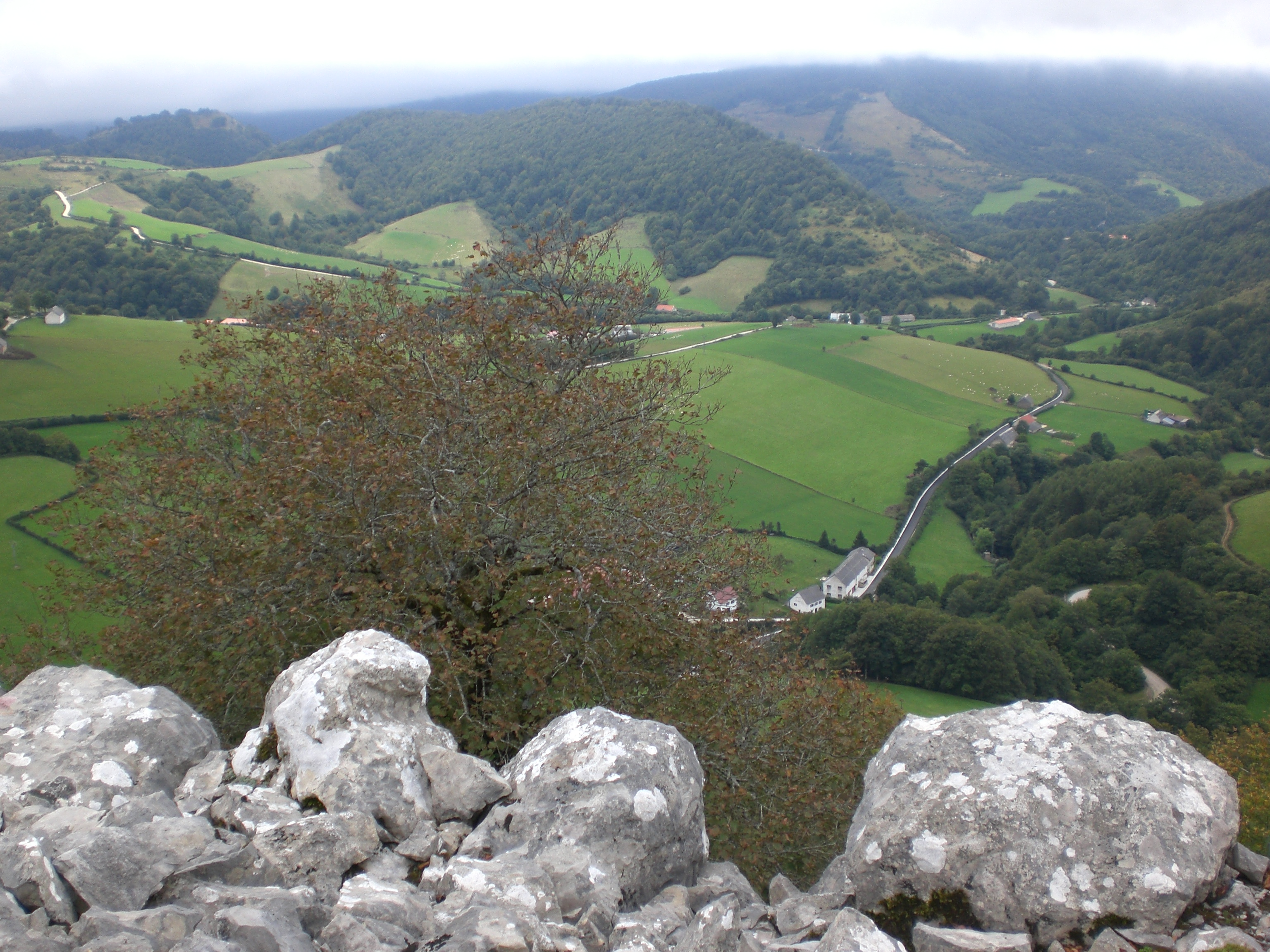
Champ de bataille d'Orbaizeta

La bataille d'Orbaizeta a eu lieu du 15 au 17 octobre 1794 dans ces parages, entre la France et l'Espagne. Le général Bon Adrien Jeannot de Moncey mena l'Armée des Pyrénées occidentales à la victoire contre le général Pedro Téllez-Girón, 9e duc d'Osuna, qui commandait l'armée espagnole. Durant la bataille, les Français s'emparèrent de la fonderie de canons qui se trouvait quelques kilomètres au nord du village.

## Division linguistique
En accord avec Loi forale 18/1986 du 15 décembre 1986 sur le basque, la Navarre est linguistiquement divisée en trois zones. Cette municipalité fait partie de la zone bascophone où l'utilisation du basque est majoritaire. Le basque et le castillan sont utilisés dans l'administration publique, les médias, les manifestations culturelles et dans l'enseignement. Cependant l'usage courant du basque y est présent et, le plus souvent, encouragé.

## Démographie
| Évolution démographique                                   | Évolution démographique | Évolution démographique | Évolution démographique | Évolution démographique | Évolution démographique | Évolution démographique | Évolution démographique | Évolution démographique | Évolution démographique | Évolution démographique | Évolution démographique |
| 1900                                                      | 1910                    | 1920                    | 1930                    | 1940                    | 1950                    | 1960                    | 1970                    | 1981                    | 1991                    | 2001                    | 2011                    |
| --------------------------------------------------------- | ----------------------- | ----------------------- | ----------------------- | ----------------------- | ----------------------- | ----------------------- | ----------------------- | ----------------------- | ----------------------- | ----------------------- | ----------------------- |
| 541                                                       | 564                     | 556                     | 590                     | 537                     | 537                     | 436                     | 366                     | 290                     | 258                     | 234                     | 215                     |
| Sources: Orbaizeta et instituto de estadística de navarra |                         |                         |                         |                         |                         |                         |                         |                         |                         |                         |                         |

## Culture et patrimoine

### Patrimoine civil

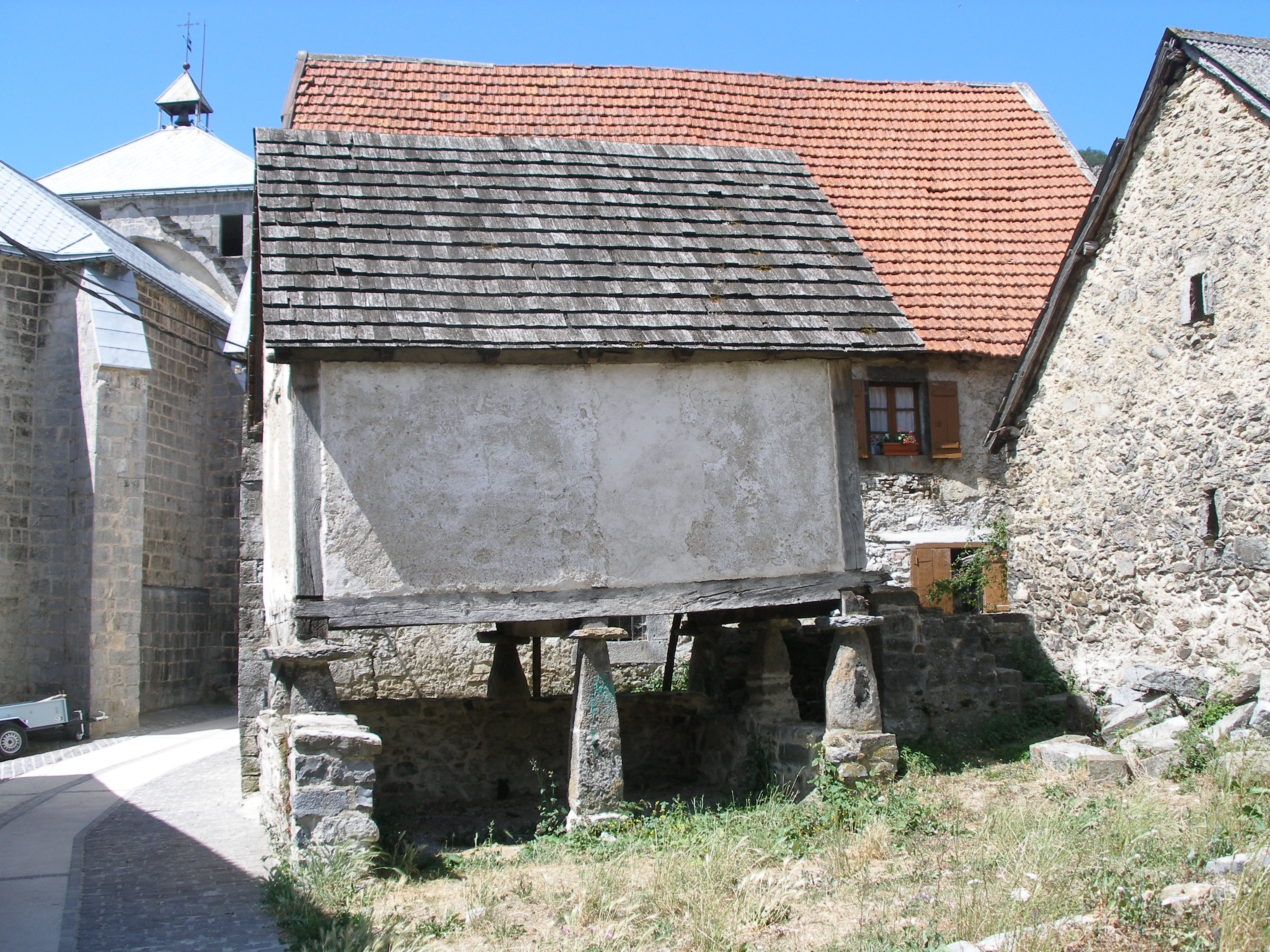
Grenier à grain basque

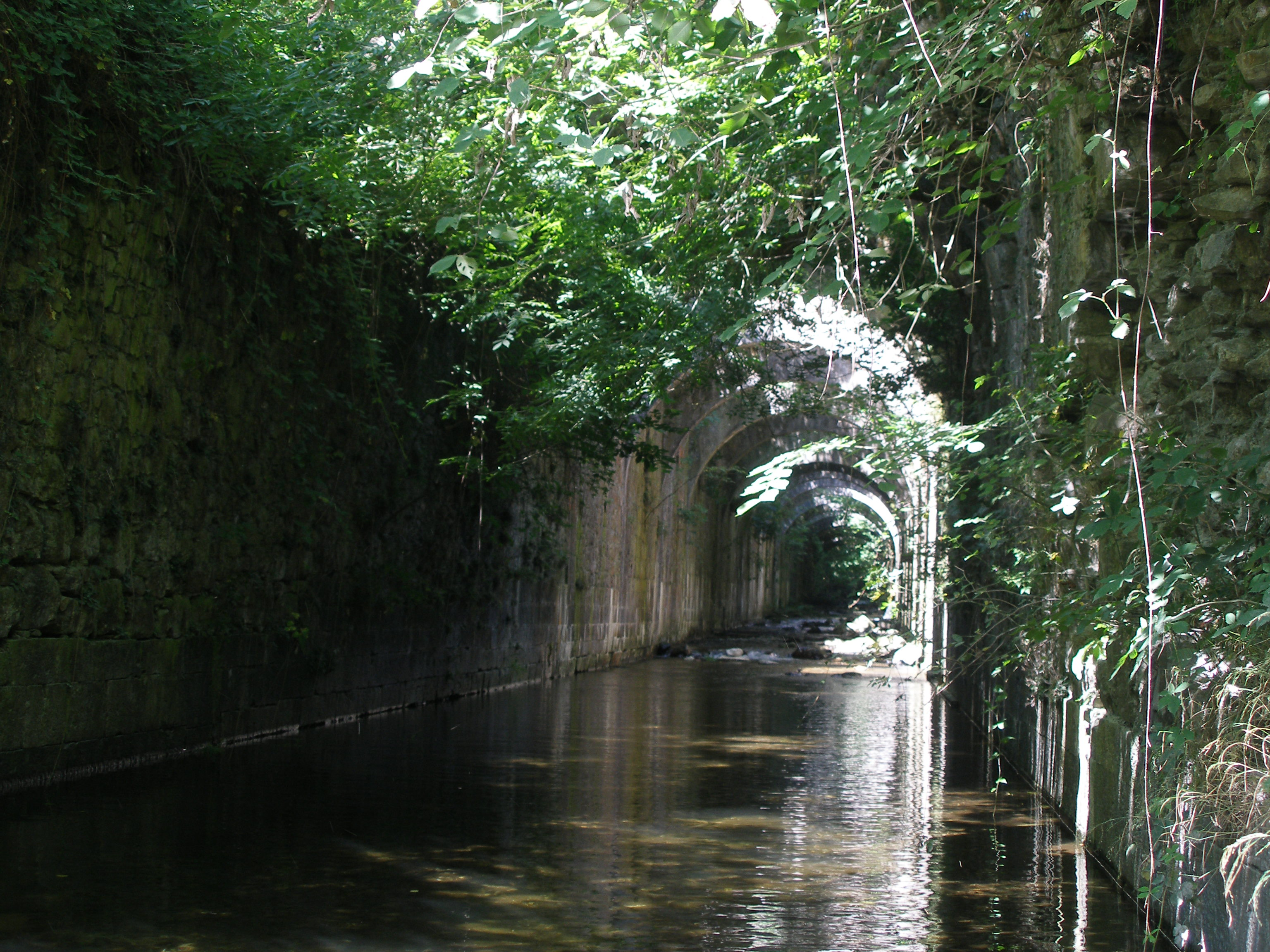
Les constructeurs de la fonderie d'Orbaizeta ont canalisé la rivière Irati.

Comme d'autres villages de la vallée d'Aezkoa, il reste quelques greniers à grain.
Une fabrique d'armes est installée dans ce municipio, à l'emplacement d'une ancienne fonderie de canons (cf. supra).

### Patrimoine religieux

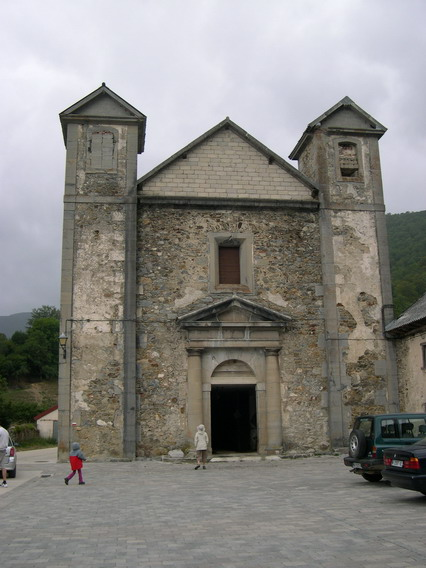
Église San Pedro

L'église est un édifice médiéval restaurée au XVIe siècle. Elle abrite un retable principal de style churrigueresque de la première moitié du XVIIIe siècle dont quelques images ont été remplacées par d'autres plus modernes.

### Sources
- (es) Cet article est partiellement ou en totalité issu de l’article de Wikipédia en espagnol intitulé « Orbaiceta » (voir la liste des auteurs).